# Doto
Doto is een geslacht van zeenaaktslakken (Nudibranchia) en het typegeslacht van de familie van de kroonslakken (Dotidae). De wetenschappelijke naam van het geslacht werd in 1815 gepubliceerd door Lorenz Oken.

## Soorten
- Doto acuta Schmekel & Kress, 1977
- Doto affinis (d'Orbigny, 1837)
- Doto africana Eliot, 1905
- Doto africoronata Shipman & Gosliner, 2015
- Doto albida Baba, 1955
- Doto alidrisi Ortea, Moro & Ocaña, 2010
- Doto amyra Er. Marcus, 1961
- Doto annuligera Bergh, 1905
- Doto antarctica Eliot, 1907
- Doto apiculata Odhner, 1936
- Doto arteoi Ortea, 1978
- Doto awapa Ortea, 2001
- Doto bella Baba, 1938
- Doto caballa Ortea, Moro & Bacallado, 2010
- Doto cabecar Ortea, 2001
- Doto canaricoronata Moro & Ortea, 2015
- Doto caramella Er. Marcus, 1957
- Doto carinova Moles, Avila & Wägele, 2016
- Doto casandra Ortea, 2013
- Doto cerasi Ortea & Moro, 1998
- Doto cervicenigra Ortea & Bouchet, 1989
- Doto chica Ev. Marcus & Er. Marcus, 1960
- Doto cindyneutes Bouchet, 1977
- Doto columbiana O'Donoghue, 1921
- Doto confluens Hesse, 1872
- Doto coronata (Gmelin, 1791) – Roodgevlekte kroonslak
- Doto crassicornis Sars, 1870
- Doto cristal Ortea, 2010
- Doto curere Ortea, 2001
- Doto cuspidata Alder & Hancock, 1862
- Doto divae Ev. Marcus & Er. Marcus, 1960
- Doto duao Ortea, 2001
- Doto dunnei Lemche, 1976 – Veelstippige kroonslak
- Doto eireana Lemche, 1976
- Doto ensifer Mörch, 1859
- Doto eo Ortea & Moro, 2014
- Doto escatllari Ortea, Moro & Espinosa, 1998
- Doto floridicola Simroth, 1888
- Doto fluctifraga Ortea & Perez, 1982
- Doto formosa A.E. Verrill, 1875
- Doto fragaria Ortea & Bouchet, 1989
- Doto fragilis (Forbes, 1838) – Trage kroonslak
- Doto furva J.C. Garcia & Ortea, 1984
- Doto galapagoensis Ortea, 2010
- Doto greenamyeri Shipman & Gosliner, 2015
- Doto hydrallmaniae Morrow, Thorpe & Picton, 1992 – Zeeborstel-kroonslak
- Doto hystrix Picton & Brown, 1981
- Doto indica Bergh, 1888
- Doto iugula Ortea, 2001
- Doto japonica Odhner, 1936
- Doto kekoldi Ortea, 2001
- Doto koenneckeri Lemche, 1976 – Kommavlekkroonslak
- Doto kya Er. Marcus, 1961
- Doto lancei Ev. Marcus & Er. Marcus, 1967
- Doto lemchei Ortea & Urgorri, 1978
- Doto leopardina Vicente, 1967
- Doto maculata (Montagu, 1804) – Kleine kroonslak
- Doto millbayana Lemche, 1976
- Doto moravesa Ortea, 1997
- Doto nigromaculata Eliot, 1906
- Doto oblicua Ortea & Urgorri, 1978
- Doto obscura Eliot, 1906
- Doto onusta Hesse, 1872
- Doto orcha Yonow, 2000
- Doto ostenta Burn, 1958
- Doto paulinae Trinchese, 1881
- Doto pinnatifida (Montagu, 1804) – Zeespriet-kroonslak
- Doto pita Er. Marcus, 1955
- Doto pontica Swennen, 1961
- Doto proranao Ortea, 2001
- Doto purpurea Baba, 1949
- Doto pygmaea Bergh, 1871
- Doto racemosa Risbec, 1928
- Doto rosacea Baba, 1949
- Doto rosea Trinchese, 1881
- Doto sabuli Ortea, 2001
- Doto sarsiae Morrow, Thorpe & Picton, 1992 – Rode kroonslak
- Doto sotilloi Ortea, Moro & Espinosa, 1998
- Doto splendidissima Pola & Gosliner, 2015
- Doto tingoi Moro & Ortea, 2015
- Doto torrelavega Ortea & Caballer, 2007
- Doto tuberculata Lemche, 1976
- Doto unguis Ortea & Rodriguez, 1989
- Doto ussi Ortea, 1982
- Doto uva Er. Marcus, 1955
- Doto varaderoensis Ortea, 2001
- Doto verdicioi Ortea & Urgorri, 1978
- Doto wildei Er. Marcus & Ev. Marcus, 1970
- Doto xangada Ortea, 2010
- Doto yongei Thompson, 1972